# We're F'N' Back! Tour
We're F'N' Back! Tour  es una gira mundial realizada por el grupo estadounidense de hard rock Guns N' Roses, que dio comienzo el 31 de enero de 2020. Después de ese primer show en Miami junto con el Super Bowl LIV, la banda tenía programada una gira por Centroamérica y Sudamérica en marzo y abril. La primera fecha de la gira se llevó a cabo según lo programado el 14 de marzo de 2020 en la Ciudad de México como parte del "Festival Vive Latino", a pesar del rápido avance de la Pandemia por el coronavirus. Sin embargo, dos días después, el 16 de marzo de 2020, se anunció que las fechas restantes de América Latina se habían pospuesto hasta octubre-diciembre de 2020.
El 11 de mayo de 2020, la banda anunció en Twitter que la etapa europea de la gira, que originalmente estaba programada para comenzar el 20 de mayo en Lisboa, Portugal, había sido cancelada.
El 20 de mayo de 2020, la banda anunció que la etapa norteamericana de la gira estaba "siendo reprogramada por precaución". La etapa pospuesta estaba originalmente programada para comenzar el 4 de julio en Milwaukee y terminar el 26 de agosto en Missoula, Montana.
La aparición ahora pospuesta del 8 de agosto en el SoFi Stadium en el área de Los Ángeles habría sido (además de ser el regreso de la banda a su ciudad natal) el primer show de rock and roll en el nuevo estadio.
El 31 de julio de 2021, la banda retoma la gira, por Estados Unidos, así para terminar el 10 de diciembre de 2022 en Nueva Zelanda.
El 21 de febrero de 2023 anuncian nuevas fechas para el tramo europeo y norteamericano 
La banda venía de terminar su gira mundial exitosa llamada Not in This Lifetime... Tour con casi 700 millones de dólares de taquilla, esta gira figura en el segundo puesto de las más recaudadoras de la historia.

## Historia del tour
La gira comenzó el 31 de enero de 2020 en el Super Bowl Music Festival en Miami, con Snoop Dogg de telonero, y volviendo a tocar "You're Crazy" después de 6 años (y 27 años sin Slash). Luego la banda viaja a México para presentarse el 14 de marzo en el festival Vive Latino en el Foro Sol de la Ciudad de México, y durante el soundcheck junto a Axl Rose una noche antes de su presentación en el festival, interpretaron "Hard Skool" (canción no incluida del álbum Chinese Democracy), "Pretty Tied Up", "So Fine", "Think About You", "Shadow Of Your Love", y el día del show, "So Fine" fue la sorpresa de la noche, dejando fuera las demás canciones interpretadas una noche anterior. Posteriormente se pospusieron todos los shows previstos en Norteamérica, Sudamérica y Europa para el año 2021 (y posteriormente para 2022) por la Pandemia por el coronavirus, lo que obligó a cancelar shows en todo el mundo, mientras según declaraciones de la banda, ellos seguían trabajando en la realización del próximo álbum de la banda.
Vuelven al ruedo con una gira por estadios y arenas por Estados Unidos en el verano de 2021.
El 3 de agosto en el Fenway Park de Boston, estrenan una canción "nueva" después de muchos años llamada Absurd (canción de la época del Chinese Democracy, interpretada por última vez en 2001), y el 6 de agosto es publicada como sencillo.
El 24 de septiembre se publicó otro sencillo llamado Hard Skool.
En junio de 2022 giran por estadios de Europa, y volviendo a interpretar canciones como "Reckless Life" (sin ser tocada desde 1993), "Street of Dreams" (canción nunca tocada con la alineación actual de la banda, sin ser interpretada desde 2012) y "Back In Black" y "Walk All Over You", ambas canciones de AC/DC.
Girarán por varios países de Sudamérica, entre ellos Brasil, Argentina, Uruguay, Perú, Chile y Colombia, y por Centroamérica en México, entre septiembre y octubre, y en noviembre y diciembre por Australia y Nueva Zelanda.

## Teloneros
- Snoop Dogg (en Miami (2020))
- Marmoth ft Wolfgang Van Halen (Hershey, Boston, East Rutherford, Detroit, Fargo, Missoula, Denver, Los Ángeles, Portland, San José, Las Vegas, Phoenix, Dallas, Napa, Indianápolis, Atlantic City, Chicago, Milwaukee, Saint Paul, Columbus, Baltimore, Raleigh, Hollywood (Florida) (2021))
- Gary Clark Jr. (en Lisboa, Sevilla, Sölvesbor, Stavanger, Praga, Warsaw, Groningen, Dublín, Londres, Glasgow, Múnich, Milán, Viena, Hanover (2022))
- Turbonegro (en Stavanger (2022))
- Molotov (en Santiago, Lima (2022))
- Aterciopelados (en Bogotá (2022))
- Band-Maid (en Saitama (2022))
- Airbag (banda argentina) (en Buenos Aires (2022))
- 4 Cuervos (en Montevideo (2022))

## Conciertos
| Fecha                                             | Ciudad                            | País                              | Lugar                             | Entradas vendidas / Entradas disponibles | Recaudación                       |
| Etapa 1 — Estados Unidos y México                 | Etapa 1 — Estados Unidos y México | Etapa 1 — Estados Unidos y México | Etapa 1 — Estados Unidos y México | Etapa 1 — Estados Unidos y México        | Etapa 1 — Estados Unidos y México |
| ------------------------------------------------- | --------------------------------- | --------------------------------- | --------------------------------- | ---------------------------------------- | --------------------------------- |
| 31 de enero de 2020                               | Miami                             | Estados Unidos                    | Super Bowl Music Fest             | 11,193 / 11,193                          | $2,672,325                        |
| 14 de marzo de 2020                               | Ciudad de México                  | México                            | Foro Sol                          | —                                        | —                                 |
| Etapa 2 - Estados Unidos                          |                                   |                                   |                                   |                                          |                                   |
| 31 de julio de 2021                               | Hershey                           | Estados Unidos                    | Hersheypark Stadium               | 23,908 / 24,974                          | $2,289,600                        |
| 3 de agosto de 2021                               | Boston                            | Estados Unidos                    | Fenway Park                       | 25,549 / 30,000                          | $3,742,808                        |
| 5 de agosto de 2021                               | East Rutherford                   | Estados Unidos                    | MetLife Stadium                   | 35,611 / 38,000                          | $4,532,815                        |
| 8 de agosto de 2021                               | Detroit                           | Estados Unidos                    | Comerica Park                     | 19,105 / 21,000                          | $1,824,930                        |
| 11 de agosto de 2021                              | Fargo                             | Estados Unidos                    | Fargodome                         | 9,100 / 10,087                           | $988,411                          |
| 13 de agosto de 2021                              | Missoula                          | Estados Unidos                    | Grizzly Stadium                   | 15,500 / 18,000                          | $1,602,149                        |
| 16 de agosto de 2021                              | Denver                            | Estados Unidos                    | Dick's Sporting Goods Park        | 15,488 / 16,414                          | $1,824,855                        |
| 19 de agosto de 2021                              | Los Ángeles                       | Estados Unidos                    | Banc of California Stadium        | 21,950 / 21,950                          | $3,487,948                        |
| 22 de agosto de 2021                              | Portland                          | Estados Unidos                    | Moda Center                       | 10,553 / 10,553                          | $1,414,302                        |
| 25 de agosto de 2021                              | San José                          | Estados Unidos                    | SAP Center at San Jose            | 10,438 / 10,438                          | $1,393,972                        |
| 27 de agosto de 2021                              | Las Vegas                         | Estados Unidos                    | Allegiant Stadium                 | 36,096 / 37,000                          | $4,140,215                        |
| 30 de agosto de 2021                              | Phoenix                           | Estados Unidos                    | Phoenix Suns Arena                | 12,709 / 12,995                          | $1,669,206                        |
| 1 de septiembre de 2021                           | Dallas                            | Estados Unidos                    | American Airlines Center          | 11,880 / 11,880                          | $1,746,349                        |
| 4 de septiembre de 2021                           | Napa                              | Estados Unidos                    | Bottlerock Music Festival         | —                                        | —                                 |
| 8 de septiembre de 2021                           | Indianápolis                      | Estados Unidos                    | Lucas Oil Stadium                 | 19,223 / 22,700                          | $2,370,635                        |
| 11 de septiembre de 2021                          | Atlantic City                     | Estados Unidos                    | Hard Rock Live at Etess Arena     | 9,432 / 9,432                            | $2,426,763                        |
| 12 de septiembre de 2021                          | Atlantic City                     | Estados Unidos                    | Hard Rock Live at Etess Arena     | 9,432 / 9,432                            | $2,426,763                        |
| 16 de septiembre de 2021                          | Chicago                           | Estados Unidos                    | Wrigley Field                     | 23,464 / 28,954                          | $2,734,917                        |
| 18 de septiembre de 2021                          | Milwaukee                         | Estados Unidos                    | Summerfest                        | 23,402 / 23,804                          | $2,281,461                        |
| 21 de septiembre de 2021                          | Saint Paul                        | Estados Unidos                    | Xcel Energy Center                | 10,548 / 10,548                          | $1,409,647                        |
| 23 de septiembre de 2021                          | Columbus                          | Estados Unidos                    | Schottenstein Center              | 9,315 / 10,540                           | $1,459,582                        |
| 26 de septiembre de 2021                          | Baltimore                         | Estados Unidos                    | Royal Farms Arena                 | 8,705 / 9,321                            | $1,315,527                        |
| 29 de septiembre de 2021                          | Raleigh                           | Estados Unidos                    | PNC Arena                         | 10,888 / 10,888                          | $1,704,619                        |
| 2 de octubre de 2021                              | Hollywood (Florida)               | Estados Unidos                    | Hard Rock Live Arena              | 11,877 / 11,877                          | $3,262,308                        |
| 3 de octubre de 2021                              | Hollywood (Florida)               | Estados Unidos                    | Hard Rock Live Arena              | 11,877 / 11,877                          | $3,262,308                        |
| Etapa 3 — Europa                                  |                                   | Estados Unidos                    |                                   |                                          |                                   |
| 4 de junio de 2022                                | Lisboa                            | Portugal                          | Passeio Marítimo De Algés         | 42,500 / 58,629                          | $3,112,803                        |
| 7 de junio de 2022                                | Sevilla                           | España                            | Estadio Benito Villamarín         | 44,429 / 47,700                          | $3,887,964                        |
| 11 de junio de 2022                               | Sölvesbor                         | Suecia                            | Sweden Rock Festival              | —                                        | —                                 |
| 15 de junio de 2022                               | Stavanger                         | Noruega                           | Forus Travbane                    | 39,010 / 44,480                          | $4,000,076                        |
| 18 de junio de 2022                               | Praga                             | República Checa                   | Aeropuerto Letnany                | 35,000 / 48,383                          | $2,504,505                        |
| 20 de junio de 2022                               | Varsovia                          | Polonia                           | Estadio Nacional de Varsovia      | 49,026 / 49,026                          | $3,206,462                        |
| 23 de junio de 2022                               | Groningen                         | Países Bajos                      | Stadspark                         | 52,140 / 52,140                          | $4,932,297                        |
| 25 de junio de 2022                               | Clisson                           | Francia                           | Hellfest                          | —                                        | —                                 |
| 28 de junio de 2022                               | Dublín                            | Irlanda                           | Marlay Park                       | 36,471 / 36,806                          | $4,100,999                        |
| 1 de julio de 2022                                | Londres                           | Reino Unido                       | Tottenham Hotspur Stadium         | 92,762 / 95,214                          | $11,265,674                       |
| 2 de julio de 2022                                | Londres                           | Reino Unido                       | Tottenham Hotspur Stadium         | 92,762 / 95,214                          | $11,265,674                       |
| 8 de julio de 2022                                | Múnich                            | Alemania                          | Olympiastadion                    | 61,920 / 62,444                          | $6,449,824                        |
| 10 de julio de 2022                               | Milán                             | Italia                            | San Siro                          | 53,623 / 55,758                          | $4,211,062                        |
| 13 de julio de 2022                               | Viena                             | Austria                           | Estadio Ernst Happel              | 40,000 / 54,003                          | $3,991,505                        |
| 15 de julio de 2022                               | Hannover                          | Alemania                          | HDI Arena                         | 40,000 / 43,980                          | $3,465,934                        |
| Etapa 4 — Latinoamérica                           |                                   |                                   |                                   |                                          |                                   |
| 1 de septiembre de 2022                           | Manaus                            | Brasil                            | Arena da Amazônia                 | 27,543 / 30,000                          | $2,533,876                        |
| 4 de septiembre de 2022                           | Recife                            | Brasil                            | Arena Pernambuco                  | 24,271 / 30,000                          | $1,656,606                        |
| 8 de septiembre de 2022                           | Río de Janeiro                    | Brasil                            | Parque Olímpico de Río de Janeiro | —                                        | —                                 |
| 11 de septiembre de 2022                          | Goiania                           | Brasil                            | Estadio Serra Dourada             | 39,712 / 40,000                          | $3,000,937                        |
| 13 de septiembre de 2022                          | Belo Horizonte                    | Brasil                            | Estadio Mineirão                  | 29,017 / 34,002                          | $1,832,408                        |
| 16 de septiembre de 2022                          | Riberao Preto                     | Brasil                            | Arena Eurobike                    | 27,539 / 30,000                          | $2,506,981                        |
| 18 de septiembre de 2022                          | Florianopolis                     | Brasil                            | Hard Rock Live                    | 28,916 / 30,000                          | $2,358,630                        |
| 21 de septiembre de 2022                          | Curitiba                          | Brasil                            | Pedreira Paulo Leminski           | 19,450 / 32,000                          | $1,837,577                        |
| 24 de septiembre de 2022                          | Sao Paulo                         | Brasil                            | Allianz Parque                    | 45,032 / 45,032                          | $4,278,001                        |
| 26 de septiembre de 2022                          | Porto Alegre                      | Brasil                            | Arena do Gremio                   | 36,686 / 40,000                          | $2,539,969                        |
| 30 de septiembre de 2022                          | Buenos Aires                      | Argentina                         | Estadio Monumental                | 58,312 / 59,998                          | $4,764,644                        |
| 2 de octubre de 2022                              | Montevideo                        | Uruguay                           | Estadio Centenario                | 25,352 / 27,000                          | $2,446,052                        |
| 5 de octubre de 2022                              | Santiago                          | Chile                             | Estadio Nacional de Chile         | 57,352 / 57,352                          | $4,363,049                        |
| 8 de octubre de 2022                              | Lima                              | Perú                              | Estadio San Marcos                | 33,371 / 35,000                          | $2,655,209                        |
| 11 de octubre de 2022                             | Bogotá                            | Colombia                          | Estadio El Campin                 | 85,264 / 90,000                          | $6,837,113                        |
| 12 de octubre de 2022                             | Bogotá                            | Colombia                          | Estadio El Campin                 | 85,264 / 90,000                          | $6,837,113                        |
| 15 de octubre de 2022                             | Mérida                            | México                            | Explanada Xmatkuil                | —                                        | —                                 |
| 18 de octubre de 2022                             | Guadalajara                       | México                            | Estadio Akon                      | —                                        | —                                 |
| 21 de octubre de 2022                             | Ciudad de México                  | México                            | Estadio Ciudad de los Deportes    | —                                        | —                                 |
| 23 de octubre de 2022                             | Monterrey                         | México                            | Estadio de Béisbol Monterrey      | —                                        | —                                 |
| Etapa 5 — Asia y Oceanía                          |                                   |                                   |                                   |                                          |                                   |
| 5 de noviembre de 2022                            | Saitama                           | Japón                             | Saitama Super Arena               | —                                        | —                                 |
| 6 de noviembre de 2022                            | Saitama                           | Japón                             | Saitama Super Arena               | —                                        | —                                 |
| 9 de noviembre de 2022                            | Bangkok                           | Tailandia                         | Estadio SCG                       | —                                        | —                                 |
| 12 de noviembre de 2022                           | Singapur                          | Singapur                          | Estadio Nacional de Singapur      | —                                        | —                                 |
| 18 de noviembre de 2022                           | Perth                             | Australia                         | Optus Stadium                     | —                                        | —                                 |
| 22 de noviembre de 2022                           | Brisbane                          | Australia                         | Suncorp Stadium                   | —                                        | —                                 |
| 24 de noviembre de 2022                           | Gold Coast                        | Australia                         | Metricon Stadium                  | —                                        | —                                 |
| 27 de noviembre de 2022                           | Sídney                            | Australia                         | ANZ Stadium                       | —                                        | —                                 |
| 29 de noviembre de 2022                           | Adelaida                          | Australia                         | Adelaide Oval                     | —                                        | —                                 |
| 3 de diciembre de 2022                            | Melbourne                         | Australia                         | Melbourne Cricket Ground          | —                                        | —                                 |
| 8 de diciembre de 2022                            | Wellington                        | Nueva Zelanda                     | Sky Stadium                       | —                                        | —                                 |
| 10 de diciembre de 2022                           | Auckland                          | Nueva Zelanda                     | Eden Park                         | —                                        | —                                 |
| Etapa 6 — Israel, Emiratos Árabes Unidos y Europa |                                   |                                   |                                   |                                          |                                   |
| 1 de junio de 2023                                | Abu Dabi                          | EAU                               | Etihad Arena                      | —                                        | —                                 |
| 5 de junio de 2023                                | Tel Aviv                          | Israel                            | Parque Yarkon                     | —                                        | —                                 |
| 9 de junio de 2023                                | Madrid                            | España                            | Estadio Metropolitano de Madrid   | —                                        | —                                 |
| 12 de junio de 2023                               | Vigo                              | España                            | Estadio de Balaídos               | —                                        | —                                 |
| 15 de junio de 2023                               | Dessel                            | Bélgica                           | Graspop Metal Meeting             | —                                        | —                                 |
| 17 de junio de 2023                               | Copenhagen                        | Dinamarca                         | Copenhell                         | —                                        | —                                 |
| 21 de junio de 2023                               | Oslo                              | Noruega                           | Tons of Rock                      | —                                        | —                                 |
| 24 de junio de 2023                               | Pilton                            | Inglaterra                        | Festival de Glastonbury           | —                                        | —                                 |
| 27 de junio de 2023                               | Glasgow                           | Inglaterra                        | Bellahouston Park                 | —                                        | —                                 |
| 30 de junio de 2023                               | Londres                           | Inglaterra                        | Hyde Park                         | —                                        | —                                 |
| 3 de julio de 2023                                | Frankfurt                         | Alemania                          | Deutsch Bank Park                 | —                                        | —                                 |
| 5 de julio de 2023                                | Berna                             | Suiza                             | BERNEXPO                          | —                                        | —                                 |
| 8 de julio de 2023                                | Roma                              | Italia                            | Circo Massimo                     | —                                        | —                                 |
| 11 de julio de 2023                               | Landgraaf                         | Países Bajos                      | Megaland                          | —                                        | —                                 |
| 13 de julio de 2023                               | Paris                             | Francia                           | LaDefense                         | —                                        | —                                 |
| 16 de julio de 2023                               | Bucharest                         | Rumania                           | Național Bucarest Arena           | —                                        | —                                 |
| 19 de julio de 2023                               | Budapest                          | Hungría                           | Puskás Arena                      | —                                        | —                                 |
| 22 de julio de 2023                               | Atenas                            | Grecia                            | Olympic Stadium                   | —                                        | —                                 |
| Etapa 7 — Norteamérica                            |                                   |                                   |                                   |                                          |                                   |
| 5 de agosto de 2023                               | Moncton                           | Canadá                            | Croix-Bieue Medavie Stadium       | —                                        | —                                 |
| 8 de agosto de 2023                               | Montreal                          | Canadá                            | Parc Jean Drapeau                 | —                                        | —                                 |
| 11 de agosto de 2023                              | Hershey                           | Estados Unidos                    | Hersheypark Stadium               | —                                        | —                                 |
| 15 de agosto de 2023                              | East Rutherford                   | Estados Unidos                    | MetLife Stadium                   | —                                        | —                                 |
| 18 de agosto de 2023                              | Pittsburgh                        | Estados Unidos                    | PNC Park                          | —                                        | —                                 |
| 21 de agosto de 2023                              | Boston                            | Estados Unidos                    | Fenway Park                       | —                                        | —                                 |
| 24 de agosto de 2023                              | Chicago                           | Estados Unidos                    | Wrigley Field                     | —                                        | —                                 |
| 26 de agosto de 2023                              | Nashville                         | Estados Unidos                    | GEODIS Park                       | —                                        | —                                 |
| 29 de agosto de 2023                              | Charlotte                         | Estados Unidos                    | Spectrum Center                   | —                                        | —                                 |
| 1 de septiembre de 2023                           | Saratoga Springs                  | Estados Unidos                    | Saratoga Performing Arts Center   | —                                        | —                                 |
| 3 de septiembre de 2023                           | Toronto                           | Canadá                            | Rogers Centre                     | —                                        | —                                 |
| 6 de septiembre de 2023                           | Lexington                         | Estados Unidos                    | Rupp Arena                        | —                                        | —                                 |
| 12 de septiembre de 2023                          | Knoxville                         | Estados Unidos                    | Thompson-Boling Arena             | —                                        | —                                 |
| 15 de septiembre de 2023                          | Hollywood (Florida)               | Estados Unidos                    | Hard Rock Live Arena              | —                                        | —                                 |
| 17 de septiembre de 2023                          | Atlanta                           | Estados Unidos                    | Music Midtown                     | —                                        | —                                 |
| 20 de septiembre de 2023                          | Biloxi                            | Estados Unidos                    | Mississippi Coast Coliseum        | —                                        | —                                 |
| 23 de septiembre de 2023                          | Kansas City                       | Estados Unidos                    | Kauffman Stadium                  | —                                        | —                                 |
| 26 de septiembre de 2023                          | San Antonio                       | Estados Unidos                    | Alamodome                         | —                                        | —                                 |
| 28 de septiembre de 2023                          | Houston                           | Estados Unidos                    | Minute Maid Park                  | —                                        | —                                 |
| 1 de octubre de 2023                              | San Diego                         | Estados Unidos                    | Snapdragon Stadium                | —                                        | —                                 |
| 6 de octubre de 2023                              | Indio                             | Estados Unidos                    | Powertrip Festival                | —                                        | —                                 |
| 8 de octubre de 2023                              | Sacramento                        | Estados Unidos                    | Aftershock Festival               | —                                        | —                                 |
| 11 de octubre de 2023                             | Phoenix                           | Estados Unidos                    | Talking Stick Resort Amphitheatre | —                                        | —                                 |
| 14 de octubre de 2023                             | Seattle                           | Estados Unidos                    | Climate Pledge Arena              | —                                        | —                                 |
| 16 de octubre de 2023                             | Vancouver                         | Canadá                            | BC Place Stadium                  | —                                        | —                                 |
| 19 de octubre de 2023                             | Edmonton                          | Canadá                            | Rogers Place                      | —                                        | —                                 |
| 22 de octubre de 2023                             | Nampa                             | Estados Unidos                    | Ford Arena                        | —                                        | —                                 |
| 24 de octubre de 2023                             | Salt Lake City                    | Estados Unidos                    | Delta Center                      | —                                        | —                                 |
| 27 de octubre de 2023                             | Denver                            | Estados Unidos                    | Ball Arena                        | —                                        | —                                 |
| 1 de noviembre de 2023                            | Los Ángeles                       | Estados Unidos                    | Hollywood Bowl                    | —                                        | —                                 |
| 2 de noviembre de 2023                            | Los Ángeles                       | Estados Unidos                    | Hollywood Bowl                    | —                                        | —                                 |
| 5 de noviembre de 2023                            | Toluca                            | México                            | Hell and Heaven Fest              | —                                        | —                                 |

## Cancelados
| Fecha                   | Ciudad              | País                 | Recinto                                       | Motivo                                      |   |
| ----------------------- | ------------------- | -------------------- | --------------------------------------------- | ------------------------------------------- | - |
| 18 de marzo de 2020     | San José            | Costa Rica           | Estadio Ricardo Saprissa Aymá                 | Cancelado por brote de COVID-19             |   |
| 21 de marzo de 2020     | Quito               | Ecuador              | Estadio Olímpico Atahualpa                    | Cancelado por brote de COVID-19             |   |
| 27 de marzo de 2020     | Santiago de Chile   | Chile                | Parque O'Higgins Lollapalooza                 | Cancelado por brote de COVID-19             |   |
| 29 de marzo de 2020     | Buenos Aires        | Argentina            | Hipódromo de San Isidro Lollapalooza          | Cancelado por brote de COVID-19             |   |
| 3 de abril de 2020      | Bogotá              | Colombia             | Campo de Golf Briceño Festival Estéreo Picnic | Cancelado por brote de COVID-19             |   |
| 5 de abril de 2020      | São Paulo           | Brasil               | Autódromo de Interlagos Lollapalooza          | Cancelado por brote de COVID-19             |   |
| 8 de abril de 2020      | Ciudad de Guatemala | Guatemala            | Estadio Cementos Progreso                     | Cancelado por brote de COVID-19             |   |
| 11 de abril de 2020     | Punta Cana          | República Dominicana | Hard Rock Hotel & Casino                      | Cancelado por brote de COVID-19             |   |
| 2 de junio de 2020      | Hamburgo            | Alemania             | Imtech Arena                                  | Cancelado por brote de COVID-19             |   |
| 14 de junio de 2020     | Berna               | Suiza                | Stade de Suisse                               | Cancelado por brote de COVID-19             |   |
| 15 de junio de 2020     | Florencia           | Italia               | Hipódromo de Cascine                          | Cancelado por brote de COVID-19             |   |
| 21 de junio de 2020     | Landgraaf           | Países Bajos         | Pinkpop Festival                              | Cancelado por brote de COVID-19             |   |
| 8 de julio de 2020      | Filadelfia          | Estados Unidos       | Citizens Bank Park                            | Cancelado por brote de COVID-19             |   |
| 11 de julio de 2020     | Detroit             | Estados Unidos       | Comerica Park                                 | Cancelado por brote de COVID-19             |   |
| 16 de julio de 2020     | Washington D. C.    | Estados Unidos       | Nationals Park                                | Cancelado por brote de COVID-19             |   |
| 13 de julio de 2020     | Toronto             | Canadá               | Rogers Centre                                 | Cancelado por brote de COVID-19             |   |
| 24 de julio de 2020     | Mineápolis          | Estados Unidos       | Target Field                                  | Cancelado por brote de COVID-19             |   |
| 2 de agosto de 2020     | Seattle             | Estados Unidos       | T-Mobile Park                                 | Cancelado por brote de COVID-19             |   |
| 5 de agosto de 2020     | San Francisco       | Estados Unidos       | Oracle Park                                   | Cancelado por brote de COVID-19             |   |
| 12 de agosto de 2020    | Atlanta             | Estados Unidos       | Bobby Dodd Stadium                            | Cancelado por brote de COVID-19             |   |
| 15 de agosto de 2020    | Tampa               | Estados Unidos       | Raymond James Stadium                         | Cancelado por brote de COVID-19             |   |
| 18 de agosto de 2020    | Arlington           | Estados Unidos       | Globe Life Field                              | Cancelado por brote de COVID-19             |   |
| 27 de noviembre de 2020 | Santiago de Chile   | Chile                | Parque O'Higgins Lollapalooza                 | Cancelado por brote de COVID-19             |   |
| 29 de noviembre de 2020 | Buenos Aires        | Argentina            | Hipódromo de San Isidro Lollapalooza          | Cancelado por brote de COVID-19             |   |
| 21 de noviembre de 2021 | Dunedin             | Nueva Zelanda        | Forsyth Barr Stadium                          | Cancelado por brote de COVID-19             |   |
| 21 de mayo de 2022      | Daytona Beach       | Estados Unidos       | Daytona International Speedway                | Cancelado por Condiciones Climaticas        |   |
| 5 de julio de 2022      | Glasgow             | Escocia              | Glasgow Green                                 | Cancelado por problemas vocales de Axl Rose |   |
| 9 de septiembre de 2023 | St. Louis           | Estados Unidos       | Busch Stadium                                 | Cancelado por problemas vocales de Axl Rose |   |
| Total                   | Total               | Total                | Total                                         | Total                                       | - |

## Miembros
Guns N' Roses
- Axl Rose – Voz líder, piano
- Slash – Guitarra líder, Talkbox.
- Duff McKagan – Bajo, Coros, Guitarra acústica.
- Dizzy Reed – Teclado, Piano, Percusión, Coros.
- Richard Fortus – Guitarra rítmica.
- Frank Ferrer – Batería, Percusión.
- Melissa Reese – Teclado, Sintetizador, Percusión, Coros.